# 地獄樂
《地獄樂》是漫畫家賀来友治所創作的日本漫畫作品，2018年1月22日至2021年1月25日期間於少年Jump+連載，逢星期一更新。少年Jump+的代表作品之一。截至2021年12月，單行本累積發行逾380萬本。改編電視動畫於2023年4月至7月播映；已宣佈有第2季。由MAPPA製作。改編舞台劇亦於2023年2月上演。

## 故事
《地獄樂》的故事發生在日本江戶時代末期，主角畫眉丸原是來自「石隱村」的精英忍者，被稱為「畫眉丸不化」，意即即使被火焰吞噬也毫髮無傷。他從小被訓練成冷血殺手，習得各種致命忍術。然而在一次任務中，他被逮捕並關進牢獄，等候處刑。原本他毫不畏懼死亡，但在面臨真正的死刑時，卻本能地抗拒，讓劊子手無法將他斬首。這異常反應引起了山田淺ェ門佐切的注意——她是隸屬於幕府專門處刑的山田家劍士，負責判斷死刑犯的生死與執行處刑。
佐切發現畫眉丸仍心繫自己的妻子，這份牽絆讓他潛意識中不想死。佐切對此感到動容，認為畫眉丸仍有人性，值得救贖。她向幕府提議，讓畫眉丸參與一項特殊任務：前往一座神祕島嶼「蓬萊」，尋找傳說中的「仙藥」，成功者將獲得無罪釋放。
畫眉丸接受任務，與其他死刑犯一同被送往蓬萊島。這些死刑犯個個身懷絕技，兇狠殘暴，他們每人由一名山田家劍士監視與控制。參與者中有擅長武術的女性死刑犯杠、有殘忍的兄妹雙人組、有以怪力著稱的盲目僧侶典坐，以及其他各具特色的罪犯。這些人全都抱著不同的動機：有的是為了重獲自由，有的是為了私慾，也有的是單純渴望戰鬥。
蓬萊島初看上去是人間樂土，遍佈奇花異草，卻暗藏殺機。上島者多數未能生還，派去的先遣隊幾乎全滅，只留下一艘漂回的船，船上只有一具被奇異花朵寄生、扭曲變形的屍體。幕府為獲得永生之力而不惜一切，卻對島上的恐怖真相一無所知。
登島後，畫眉丸與佐切面對重重危機。島上的生物融合植物與動物特徵，極其致命，且能使用與忍術類似的力量。更可怕的是島上的支配者——「天仙」，一群看似擁有不死之身的超自然存在，兼具男性與女性特徵。他們自稱為「道士」，以「道教煉丹術」為根源，追求「全性合一」與長生不老。
這些天仙以人類作為煉丹材料，透過「丹田氣」、「氣功」與「五行」法則維持不死。島上的所有異象與生物皆為他們製造或支配。他們視外來者為入侵者，並開始一一殲滅登島者。
畫眉丸展現出極強的戰鬥能力與忍者直覺，成功多次擊退怪物與天仙的追殺。他與佐切在生死邊緣建立起信任與情感。佐切從一開始冷靜執行任務的劊子手，逐漸變得有情感與猶豫，而畫眉丸也從冷酷無情的殺手變得更有人性，兩人互相影響、成長。
另一方面，其他死刑犯與劍士們也面對各自的考驗與挑戰。士遠因失明而能以「心眼」感知周圍，展現強大實力，與監視他的山田兄弟劍士權平漸漸結為戰友；杠則以其靈活與機智在多次危機中倖存下來；其他人則陸續被天仙擊殺，過程殘酷血腥。
畫眉丸與同伴們漸漸發現天仙並非無敵，他們依賴「丹氣」維持不死，而丹氣也有「陰陽」、「五行相剋」的限制。只要能掌握與之相剋的氣質與技巧，就能破除天仙的不死之身。畫眉丸開始嘗試理解這種力量，並用忍術與丹氣結合，逐步與天仙抗衡。
他們與天仙之首「蓮」的對決成為關鍵戰役。蓮體現「雙性合一」的極致，不僅戰力強大，還能迅速再生。畫眉丸與佐切聯手，付出極大代價才將其擊敗。過程中畫眉丸數次瀕死，靠著對妻子的執念撐過生死關頭。
在終章，島嶼的真相揭曉。所謂的「仙藥」實為經由人類生命製成的不死之物，是由天仙數百年來實驗、吸收人命所獲。這個「仙道」的概念實則扭曲，是對自然與生命的極度違逆。畫眉丸等人決定摧毀整座島嶼，防止仙藥落入幕府之手。
最終，少數人成功逃出蓬萊，包括畫眉丸與佐切。他帶著與妻子重逢的希望，決意離開殺戮與黑暗的過去，重新過上平凡生活。而這趟地獄之旅，也讓所有生還者經歷了靈魂上的煉獄與重生。

## 登場人物

### 主角
畫眉丸（聲：小林千晃）
本作主角之一。號稱「空洞的畫眉丸」，「畫眉丸」是石隱村忍者最強者才能擁有的名號，並非本名。身材矮小，白髮，性格淡漠，能使出全身著火或噴射出強烈火焰，石隱村傳說中的秘術「火法師」。監視員為佐切。
剛出生不久雙親就因為想要帶著孩子逃離村子與忍者生活而被村長殺死，自己則因天賦異稟被培養成石隱村歷代最強的「畫眉丸」。因功績無數而使村長許配女兒結與其為妻，沒想到在與妻子相處後，受到她的溫柔影響而打算擺脫殺人如麻的過活方式，與其一同脫離村子展開新的生活，向村長稟報後，被要求完成最後的任務，卻在任務中遭到村長出賣，被幕府逮捕判處死刑，但無論何種刑罰都無法將他殺死。最後接受了佐切的委託，為了與妻子結再會而前去島上奪取仙藥，跟兩名前來偵查的道士戰鬥獲勝後一度失去部分記憶，同時忘掉妻子的長相。在最終戰後倖存，和妻子重逢後隱居。
角色設定集揭露本名為「朔」，因出生時為新月之天象所故，名字有不祥之兆，故鮮少使用(妻子結依舊會稱呼他)(解體新書P.185)
第一屆人氣角色投票結果當選第三名，第二屆為第一名。
山田淺衛門佐切（聲：花守由美里）
本作主角之一。山田淺衛門家現任家主吉次的女兒，斬首執行者。試一刀流第十二位。負責畫眉丸的處刑人。平時面無表情。
對自己出生在以斬人為業的山田家、又以女性之身踏上死刑執行者這點感到過迷惘，使得其劍術不夠犀利。但找到自己真正該走的道路後，其氣勢甚至讓畫眉丸都為之一顫。向畫眉丸提出罪人赦免的條件，前去島上奪取仙藥。當認清並接受自己的內心與迷惘，使心態平穩下來時，便能使出山田家中最強的劍技，足以與認真的蓮正面對抗。
在最終戰後倖存，和十禾一同上貢長生不死藥給將軍。日後向山田家提出了要學習各地刀法而四處遊歷，途中和杠一同拜訪了畫眉丸夫妻。
第一屆人氣角色投票結果當選第二名，第二屆為第六名。

### 死囚
（聲：高橋李依）
號稱「傾主之杠」。監視員為仙汰。女忍者，因獨自闖入鷲羽城內鎮壓全數大臣而獲罪。
登島後玩弄茂籠牧耶對他進行多項實驗，後與畫眉丸等人合作，合力擊殺蘭。在最終戰後倖存，一年後遇上了旅行中的佐切，並和她一同拜訪畫眉丸夫妻。
第一屆人氣角色投票結果當選第四名，第二屆為第三名。
亞左弔兵衛（聲：木村良平／日向未南（童年））
號稱「賊王」。監視員為桐馬。盜賊，右眼失明，憑藉絕對的力量與智謀適應各種環境。年幼時父親參與了赤穗事件被處死、母親病死，和弟弟兩人相依為命。
在最終戰與暴走盤古巨花的大戰中使用力量過度身體崩解，不過丹田被完整地保存下來，透過天仙的幫助重新生長為一個小孩。改名換姓和弟弟一同前往香港，成為當地黑社會的新勢力。
第一屆人氣角色投票結果當選第六名，第二屆為第四名。
民谷巖鐵齋（聲：稻田徹）
號稱「劍龍」、「八州無雙」。監視員為付知。是名劍術高超、渴望拼殺的劍士，曾被藩主邀請當官，但因藩主稱其「無法劈開龍」，將龍的木門劈成兩半而獲罪。
登島後被島上毒蟲叮咬，直覺不對勁而為保命自己斬斷左手，其左手被付知改裝成鐵鉤。目標是要完成名震天下的偉業，讓自己的大名相傳到永遠，但在付知為救自己而死後，逐漸看開並自認其實沒有那麼想追求功名。在最終戰後倖存，最終赦免名額由巖鐵齋取得，獲得赦免後成立一間劍道館兼醫術館。
第一屆人氣角色投票結果當選第十一名，第二屆為第九名。
奴凱（聲：小市真琴）
號稱「山之民」。監視員為典坐。原為居住在山中，不被幕府管制的蝦夷一員。某日無意中將武士引入村中，導致自己以外的族人被屠戮殆盡，自己也獲罪死刑，也是山民當中唯一倖存的少女。
登島後原先因為害死族人而十分自責，但在典坐因護衛她而死之後開始有了活下來的動力。在最終戰後倖存，和改名換姓後的士遠一同流浪。
第一屆人氣角色投票結果當選第十名，第二屆為第十五名。
陸郎太（聲：田所陽向）
號稱「備前的大巨人」。監視員為衛善。貪吃的巨人，從嬰兒開始只想着吃而無意間殺害不少人而獲罪，身體幾乎刀槍不入。年齡8歲。
登島後因肚子餓而拍死負責人衛善，被畫眉丸和佐切合力所殺。
扭曲慶雲（聲：真木駿一）
號稱「百刀獵人」。監視員為期聖。沉迷兵器的武僧，殺了大量高手，並奪取其兵器為己用。
登島後不久主動向畫眉丸開戰，被畫眉丸所殺死亡。
赫衣
號稱「食人花魁」。監視員為士遠。專門勾引、殺害、吃掉男性的男性殺手。
登島後試圖色誘負責的處刑人士遠，但是被士遠以因違反紀律而處決。
茂籠牧耶
號稱「棄信教徒」。監視員為源嗣。利用信徒籌劃倒幕的新興宗教教主。
登島後被色誘，被杠拿來進行多項實驗後死亡。
法流坊
號稱「殺人念佛」。監視員為十禾。可以自由伸長四肢的僧人。
在登島前企圖減少競爭對手，但是反被弔兵衛所殺。

### 處刑人
山田淺衛門衛善（聲：古川慎）
試一刀流一位。右眼失明，戴眼罩。
負責陸郎太的處刑人。登島後沒有看出陸郎太的異常力量，反而立即被陸郎太所殺。
山田淺衛門殊現（聲：鈴木崚汰）
試一刀流二位。追求維持天下秩序的「正義」，性格冷血堅毅毫不留情，但偶爾也會顯現對於山田一族眾惻隱之心的一面。
由於遲遲等不到衛善登島後的定期回報，率領石隱眾和十禾作為增援組登島。不能諒解許多同門和罪犯合作，甚至斬殺了巖鐵齋與付知並使得付知傷重而死，但最後仍與眾人合力對抗企圖毀滅日本的蓮，在和蓮的最終戰中協助畫眉丸破壞徐福遺體後力竭而亡。
第一屆人氣角色投票結果當選第十五名，第二屆為第十三名。
山田淺衛門十禾
試一刀流三位。武學天才，但懶散且好酒色，把自己配刀賣掉，平常使用竹刀，但因為功力高強不曾失手過，所以外人都不知道這件事。
負責法流坊的處刑人。登島前因為法流坊已經被殺死，所以沒登島就回歸，隨後作為增援組登島。向死囚們提出雖然只有一人能獲得赦免、但其他人以改名換姓的方法來讓大家合作。回歸後報告死囚皆已戰死及處死，並要求肅清石隱眾，帶出畫眉丸的妻子讓兩人重逢，最後成為山田家的新任家主。
第一屆人氣角色投票結果當選第十三名，第二屆為第十一名。
山田淺衛門士遠（聲：小林親弘）
試一刀流四位。典坐的師父。盲人，雙眼上留下很大的傷疤。性格沉穩聰明。
負責赫衣的處刑人。登島後被赫衣色誘，但士遠以因違反紀律而處決赫衣。之後獨自在島的周邊探勘，隨後和典坐及奴凱碰頭，並在典坐死後接手他的遺志照顧奴凱。在最終戰後倖存，但選擇隱姓埋名和奴凱四處流浪。
第一屆人氣角色投票結果當選第一名，第二屆為第二名。
山田淺衛門仙汰（聲：山下大輝）
試一刀流五位。戴著眼鏡，身材矮胖，擅長記錄和處理情報。熱愛畫畫，自小想成為畫家，但因家規加入了山田家。討厭殺人，因此自創了一套劍法，並借助宗教逃避現實，因此對宗教有濃厚認識。
負責的處刑人。登島後和杠接觸後十分羨慕和嚮往她的自由奔放。是第一個察覺到完全花妖化的天仙弱點在胚珠的人，但為了保護杠而被牡丹的花苞扎中而花化，後傷重不治。
第一屆人氣角色投票結果當選第八名，第二屆為第十七名。
山田淺衛門源嗣（聲：火山太田）
試一刀流八位。不擅長對付女性。
負責茂籠牧耶的處刑人。登島後因為負責的犯人死亡並跟隨杠和仙汰行動，和佐切等人碰頭後，認為佐切戰力不夠想趕她回去，兩人發生爭執時被失去理性的陸郎太襲擊，為了保護佐切而受重傷，把佩刀交給佐切後傷重死亡。
山田淺衛門付知（聲：市川蒼）
試一刀流九位。身材矮小，熱愛解剖等人體試驗。揮劍動作敏捷。只相信自己親自觸碰到的一切，在和數名死囚相處後認為他們並不是壞人。
負責民谷巖鐵齋的處刑人。登島後幫巖鐵齋斬斷的左手改裝成鐵鉤。和巖鐵齋兩人被登島增援的殊現重創，以最後的力氣和藥品為巖鐵齋療傷後去世。
第一屆人氣角色投票結果當選第十四名，第二屆為第五名。
山田淺衛門典坐（聲：小林裕介）
試一刀流十位。士遠的弟子，兒時被士遠收養並養大。
負責奴凱的處刑人。登島後與奴凱交流知道奴凱的情況後，反而為了讓奴凱活下去而努力。在島上為了幫士遠、奴凱爭取時間而被天仙所殺。
第一屆人氣角色投票結果當選第五名，第二屆為第七名。
山田淺衛門期聖（聲：土岐隼一）
試一刀流十一位。
負責扭曲慶雲的處刑人。登島後因為扭曲慶雲被殺打算回去，但在離開島的途中被護島的怪物群所殺而花化。
山田淺衛門桐馬／亞左桐馬（聲：小野賢章）
試一刀流，段位未定。是亞左弔兵衛的親弟弟，武學上遠不及弔兵衛，但智謀更在其之上。
負責亞左弔兵衛的處刑人。在兩兄弟即將被逮捕時弔兵衛要桐馬自行逃離再來救他，隨後桐馬查明弔兵衛被關押的所在，加入山田家並成為了兄長的負責人。天賦異稟，入門僅一個月就拿到了代理資格，是山田道場始業以來最快的速度。在最終戰後倖存，和兄長一同前往香港。
第一屆人氣角色投票結果當選第十二名，第二屆為第八名。
山田淺衛門威鈴
源嗣的妹妹。
隨同殊現作為增援組登島。決戰時被力量全開的蓮殺死。
山田淺衛門清丸
分道場弟子。
隨同殊現作為增援組登島。決戰時被力量全開的蓮殺死。

### 天仙
藉由修行提升道行的人型花妖，每位的原型都是一種花，皆能夠藉由調合陰陽自由轉換為男身或女身，移動速度極快，具有秒殺常人的強大實力。除了徐福所直接傳授的蓮與梅，兩者以外的天仙們則分別主修行著提升氣的「周天」、「房中術」、「胎息」、「導引」、「守一」五種法門，然後通過互相教導學習來成長。
梅（聲：小原好美）
原型是梅花，氣為水的性質。徐福創造出最早的天仙之一。對執著於復活丈夫、犧牲了無數島上民眾來實驗如何製造仙藥的蓮提出諫言而被對方制裁喪失大半力量，本要被蓮拿來當成道士們修行房中術的對象，逃走後被木人收留。
與來到島上尋找仙藥的畫眉丸眾人相遇，後教導給眾人如何學習氣，好對抗天仙。最終決戰時為了幫助眾人追趕上蓮的唐船，使用鬼屍解，消耗自身所有氣好讓眾人搭乘的船隻出海後力盡而亡，結局百年後確定復活並與桂花一同隱居，擔當照養桃花的助手。
蓮／普賢上帝（聲：諏訪部順一／甲斐田裕子）
原型為蓮花，氣為土的性質。地位最高、也是最強的天仙。本體為已垂朽的身軀，具有製造分身的能力，平時都是驅使著分身在外行動。使出全力時極其強大，被十禾評為「人類不可能戰勝的對象」。
實際上為千年前徐福的妻子，與梅是徐福創造出最早的天仙之一。而數百年後徐福因修道未成而自然木化老死，使蓮悲憤交加之下手段越來越極端，開始大量使用島上居民與外來者進行各種殘忍的實驗，希望能透過煉丹修道的方式讓丈夫復活，被蓮強硬逼迫的眾天仙也逐漸變的無情殘酷。最後通過研究弔兵衛的身體，找到了讓仙丹誕生的辦法，並企圖將整個日本的百姓花化以製造出最極致的仙丹。
決戰時因為丈夫的遺體被殊現敢死破壞而震怒，瞬間重創了畫眉丸與佐切準備消滅在場所有人，卻因畫眉丸同情她有類似的對夫妻之思念而受到感化，轉而治癒瀕死的畫眉丸與佐切後消逝。
菊花／阿閦大帝（聲：諏訪部順一／甲斐田裕子）
原型為菊花，氣為火的性質，喜好變成男性的身體，與桃花是一體雙生的存在。把守護桃花當成第一要務。個性粗暴。早已發現利用樹人製造仙丹之事對不老不死的研究其實毫無用處，也發現在漫長的時光下桃花的心靈逐漸變質的情況，但只能隨波逐流的守在其身邊。
曾擊敗弔兵衛及桐馬兄弟，而後在蓬萊宮殿的戰鬥中，敗給了亞左兄弟、巖鐵齋、付知的聯合戰線，結局時百年後受桂花與梅的栽培緩慢復甦中。
桃花／寶生大聖（聲：諏訪部順一／甲斐田裕子）
原型為桃花，氣為木的性質。喜好變成女性的身體。性格開朗天真，天仙中的氣氛製造者，與菊花是一體雙生的存在。
察覺了蓮的所作所為將島上生命與資源消耗殆盡，為了補充這些而折損自己原本天真善良的心靈，利用花化的人將其流放到日本本島好吸引人力物資前來。曾經與菊花一同遇見弔兵衛及桐馬兄弟，而後在蓬萊宮殿的戰鬥中，敗給了亞左兄弟、巖鐵齋、付知的聯合戰線，結局時百年後受桂花與梅的栽培緩慢復甦中。
牡丹／不空就君（聲：諏訪部順一／甲斐田裕子）
原型為牡丹，氣為土的性質。喜好變成男性的身體，並以人類進行各種實驗。真身為一頭兩身的牡丹花妖，能夠長出如同注射針頭般的花苞，扎到的人會迅速花化。
在蓬萊門對戰佐切、杠及仙汰，並被後來趕到協助的士遠斬殺。
朱槿／如意元君（聲：諏訪部順一／甲斐田裕子）
原型為朱槿，氣為水的性質。
擊殺典坐的兇手，後被為弟子報仇的士遠盡力斬殺至無法再起，用最後力量與巨花「盤古」融合後暴走，而後被眾人合力擊殺。
蘭／准胝帝君（聲：諏訪部順一／甲斐田裕子）
原型為蘭花，氣為水的性質。擅長體術。除此之外也擅長用氣操控無機物，是島上建築物與石像的製造者。
從漫畫第9卷的附錄內容可以知道他是個喜歡管閒事的人，像是會主動替其他不耐或不願教學的天仙傳授他們主修的法門給弔兵衛。因過度使用屍解化氣力崩解，被杠及畫眉丸合力擊殺。
桂花／文殊公公（聲：諏訪部順一／甲斐田裕子）
原型為桂花，氣為金的性質。只會服從蓮最基本的命令，不喜歡節外生枝。性格淡漠，且怕生（梅的說法）。為了保持氣的循環而維持著雌雄同體的身體。
做出了會有兩男一女乘坐大船回到日本的預言。最終戰百年後與復活後的梅隱居於現代，擔當某網路課程教學的老師。

### 石隱村
結（聲：能登麻美子）
石隱村村長第八個女兒，畫眉丸的愛妻。一個善良開朗的女人，以美麗的波浪金髮為特徵，右半邊臉被父親燒傷了。與冷酷無情的父親相反，她教會了畫眉丸為人處世之道和保持一顆溫暖的心，使畫眉丸因而受到感化，為了她而想擺脫腥風血雨的生活一起脫離村子。仙島事件結束後由於十禾的安排，解決了村長並解散村子而獲得自由之身，而後與丈夫畫眉丸重逢。
村長（聲：麥人）
石隱村的村長，畫眉丸的岳父。號稱有著不死之身，實則只是用幻術欺騙好來控制石隱村，出賣不願再行忍者染血之務的畫眉丸後，因其未能被處決而震怒，下令石隱村眾精銳跟隨第二批登島隊前往島上以確實的抹殺掉畫眉丸。事件結束後因私下暗殺密令違背幕府指令，被十禾告密後遭到斬首，並解散石隱村。
系蛇
下任畫眉丸人選，從小一同訓練的夥伴，性別不明，在畫眉丸叛離村子後成為石隱村的棟梁，唯二能習得傳說中的忍術「火法師」的忍者。畫眉丸的狂熱崇拜者，自幼便極度病態的愛戀著畫眉丸的一切，會私下將對畫眉丸不滿或威脅他地位的人都殘忍虐殺掉，雖然表面瘋狂而扭曲，但其實是真心的愛著畫眉丸，但因身分地位而無法如願，忌妒能與畫眉丸成婚的結，甚至使用烙鐵在自己右臉模仿了與其類似的傷痕。
接受村長密令帶著石隱村眾精銳跟隨第二批登島隊前往島上刺殺畫眉丸，在宮殿內對決後因畫眉丸已半仙化的體質而使致命一擊無效，被其火力全開的火法師擊殺。在死前使用忍術下令剩餘石隱眾部隊全數自盡而替畫眉丸開路，並衷心的祝福其前行，在受到畫眉丸的稱讚與認同後滿足而逝。

### 其他人物
德川齊慶（聲：茶風林）
江戶幕府第11代征夷大將軍，因聽聞仙島上有不老不死之仙藥，而命死囚眾與山田家前往。
木人（聲：長）
島上居民，原有與人類相同的外表，但在死之前就會先樹化，樹化過程與年齡無關，最後便會失去意識。
在爆走的蓮長年嚴苛統治實驗與欺騙下逐漸滅亡，最後倖存下來的一名木人偶然拾獲了被蓮懲罰並驅逐的梅，在身上看到已逝女兒的影子而將其收養，多年生活下建立起了父女之情。幫助登島眾人與梅反抗天仙，最後犧牲自己以救助耗氣過度的梅。
徐福
秦代著名方士。傳說中他侍奉秦始皇，帶著許多童男童女漂洋過海，到有神仙居住的蓬萊、方丈、瀛洲三座仙山，求取長生不老藥。天仙尊稱他為「宗師」，為了達成真正的不死，而利用氣的力量在島上進行研究，過程中創造出了天仙和島上各種奇異的生物。
讓妻子蓮與一朵梅花修練得道成功成為最早的天仙，但數百年間自身因道行不足逐漸木化老去而逝，原先提倡較親近溫和的修練方式，但在其死後使因失去丈夫悲傷過度的蓮逐漸失控，最後使得仙島化為煉獄。

## 創作
本作開始連載時的負責編輯是林士平。林士平為漫畫家藤本樹在2016年開始連載的新作品《炎拳》招募幾名助手，其中就包括賀來友治。當時賀來尚未創作《地獄樂》的分鏡稿。根據林士平所講，《炎拳》和《地獄樂》的助手陣容「有八成是重覆的」。林又稱要是賀來沒有做藤本的助手，可能《地獄樂》就不會誕生了。
創作構想源於「將處刑人和死刑犯放在一個封閉的空間」這個設定。由於只有設定就不成漫畫，於是另外創作角色，然後再故事和角色之間磨合。賀來在創作分鏡稿時，會先決定整體的流向，創作具有印象的情節，再寫角色的對白。
賀來和演員鶴野剛士是表兄弟，本作的動作指導也是鶴野當武術指導的表兄弟。鶴野在《地獄樂》開始連載時說希望將來能夠參與本作真人版的演出，或者是演唱主題曲。賀來亦在另一篇訪問提到他有個當武術指導的親戚，那個親戚教他使刀動作的基礎，也告訴他「如果用槍來比喻拔刀，拔刀就是將槍口指向對方，並扣動扳機」，「一旦拔刀，雙方就會有一方死去」，讓他覺得在作品中用刀是迴避不了血的。
作品對白並不迴避外來語。賀來解釋這是為了降低閱讀門檻，讓讀者看得輕鬆。
《DAN DA DAN》作者龍幸伸是本作的主要助手之一。

## 出版書籍

### 漫畫
| 卷數 | 集英社        | 集英社                 | 東立出版社     | 東立出版社             |
| 卷數 | 發售日期      | ISBN                   | 發售日期       | ISBN/EAN               |
| ---- | ------------- | ---------------------- | -------------- | ---------------------- |
| 1    | 2018年4月4日  | ISBN 978-4-08-881471-1 | 2019年1月7日   | EAN 471-094-555-815-8  |
| 2    | 2018年6月4日  | ISBN 978-4-08-881502-2 | 2019年3月4日   | ISBN 978-957-26-2272-8 |
| 3    | 2018年8月3日  | ISBN 978-4-08-881546-6 | 2019年9月5日   | ISBN 978-957-26-2273-5 |
| 4    | 2018年11月2日 | ISBN 978-4-08-881601-2 | 2020年1月2月   | ISBN 978-957-26-2274-2 |
| 5    | 2019年3月4日  | ISBN 978-4-08-881697-5 | 2020年5月22日  | ISBN 978-957-26-3046-4 |
| 6    | 2019年6月4日  | ISBN 978-4-08-881803-0 | 2020年9月25日  | ISBN 978-957-26-3661-9 |
| 7    | 2019年9月4日  | ISBN 978-4-08-882056-9 | 2020年12月17日 | ISBN 978-957-26-4447-8 |
| 8    | 2019年12月4日 | ISBN 978-4-08-882148-1 | 2021年2月1日   | ISBN 978-957-26-4859-9 |
| 9    | 2020年3月4日  | ISBN 978-4-08-882230-3 | 2021年4月1日   | ISBN 978-957-26-5055-4 |
| 10   | 2020年6月4日  | ISBN 978-4-08-882338-6 | 2021年8月20日  | ISBN 978-957-26-5472-9 |
| 11   | 2020年9月4日  | ISBN 978-4-08-882407-9 | 2021年11月5日  | ISBN 978-957-26-6022-5 |
| 12   | 2020年12月4日 | ISBN 978-4-08-882523-6 | 2022年3月24日  | ISBN 978-957-26-6257-1 |
| 13   | 2021年4月30日 | ISBN 978-4-08-882583-0 | 2022年5月3日   | ISBN 978-957-26-7098-9 |

### 解體新書（角色設定集）
| 卷數 | 集英社        | 集英社                 | 東立出版社   | 東立出版社             |
| 卷數 | 發售日期      | ISBN                   | 發售日期     | ISBN                   |
| ---- | ------------- | ---------------------- | ------------ | ---------------------- |
| 全   | 2021年4月30日 | ISBN 978-4-08-882680-6 | 2023年9月4日 | ISBN 978-957-26-7853-4 |

### 小說
作者為，補充了部分漫畫中未提到的細節。
| 卷數 | 集英社     | 集英社           | 集英社                 | 東立出版社 | 東立出版社    | 東立出版社             | 江苏凤凰文艺出版社 | 江苏凤凰文艺出版社 | 江苏凤凰文艺出版社     |
| 卷數 | 副標題     | 發售日期         | ISBN                   | 副標題     | 發售日期      | ISBN                   | 副標題             | 發售日期           | ISBN                   |
| ---- | ---------- | ---------------- | ---------------------- | ---------- | ------------- | ---------------------- | ------------------ | ------------------ | ---------------------- |
| 全   |            | 2019年9月4日     | ISBN 978-4-08-703484-4 | 泡沫之夢   | 2022年1月20日 | ISBN 978-957-268-342-2 | 泡沫之梦           |                    | ISBN 978-7-5594-9769-7 |
| 全   | 波間の追憶 | 2023年4月4日発売 | ISBN 978-4-08-703534-6 |            |               |                        | 波澜间的追忆       |                    | ISBN 978-7-5594-9770-3 |

## 迴響
《地獄樂》曾於2018年8月獲介紹為少年Jump+上的第一作品。2019年，跟在《週刊少年Jump》上連載的《咒術迴戰》、一同獲選「集英社PUSH3作品」。
同年11月，「少年Jump+第一作品」的稱呼落在《SPY×FAMILY間諜家家酒》身上，但《地獄樂》仍然是少年Jump+的代表作品之一。
本作獲得下一部漫畫大獎2018網絡漫畫類別第11位、第14屆（2019年）全國書店店員推薦漫畫第4位。入圍2020年電子漫畫大賞（電子漫畫大獎）（みんなが選ぶ!!電子コミック大賞）男性部門提名名單。
截至2019年6月，日本國內的漫畫單行本發行逾100萬本。截至2020年12月，發行逾285萬本。截至2021年12月，發行逾380萬本。

## 電視動畫
《地獄樂》於2021年1月25日完結連載，同日公布該作品將獲改編為電視動畫。2021年12月19日，在Jump Festa 2022的節目上公佈了前導宣傳片和前導視覺圖，視覺圖以佐切持刀，刀身反射出畫眉丸為構圖。同時公佈動畫的主要製作人員陣容，動畫製作公司為MAPPA。
2022年12月5日，在Twitter上預告將於同月18日下午2時半（日本時間）起在Jump Festa 2023中公佈主要角色聲優、播放檔期等有關電視動畫的新消息。

## 舞台劇
2021年11月22日，宣佈將獲改編為舞台劇。12月19日，在Jump Festa 2022的節目上宣佈舞台劇將於2022年秋季上演。

## 外部連結
- 漫畫連載網站 - 少年Jump+（日語）
- 漫畫連載網站 - MANGA Plus（英文）